# الکسیا فاست
الکسیا فاست (به انگلیسی: Alexia Fast) بازیگر کانادایی و متولد ۱۲ دسامبر ۱۹۹۲ است
از فیلم‌های معروف او می‌توان به بازی در جک ریچر و اسیر اشاره کرد.